# Falsomesosella theresae
Falsomesosella theresae är en skalbaggsart som beskrevs av Maurice Pic 1945. Falsomesosella theresae ingår i släktet Falsomesosella och familjen långhorningar. Inga underarter finns listade i Catalogue of Life.